# 勒韋鎮區 (伊利諾伊州派克縣)
勒韋鎮區（英語：Levee Township）是位於美國伊利諾伊州派克縣的一個行政鎮區。

## 地方資料
根據2010年美國人口普查的數據，勒韋鎮區的面積為64.80平方千米，當中陸地面積為57.00平方千米，而水域面積為7.80平方千米。當地共有人口46人，而人口密度為每平方千米0.71人。